# Wyszogród (gemeente)
De gemeente Wyszogród is een stad- en landgemeente in het Poolse woiwodschap Mazovië, in powiat Płocki.
De zetel van de gemeente is in Wyszogród.
Op 30 juni 2004 telde de gemeente 6048 inwoners.

## Oppervlakte gegevens
In 2002 bedroeg de totale oppervlakte van gemeente Wyszogród 97,93 km², waarvan:
- agrarisch gebied: 74%
- bossen: 10%

De gemeente beslaat 5,44% van de totale oppervlakte van de powiat.

## Demografie
Stand op 30 juni 2004:
| Omschrijving                   | Totaal | Totaal | Vrouwen | Vrouwen | Mannen | Mannen |
| ------------------------------ | ------ | ------ | ------- | ------- | ------ | ------ |
| eenheid                        | aantal | %      | aantal  | %       | aantal | %      |
| inwoners                       | 6048   | 100    | 3020    | 49,9    | 3028   | 50,1   |
| bevolkingsdichtheid (inw./km²) | 61,8   | 61,8   | 30,8    | 30,8    | 30,9   | 30,9   |

In 2002 bedroeg het gemiddelde inkomen per inwoner 1382,95 zł.

## Administratieve plaatsen (sołectwo)
Bolino, Chmielewo, Ciućkowo, Drwały, Grodkówo, Grodkówko, Kobylniki, Marcjanka, Pozarzyn, Pruszczyn, Rakowo, Rębowo, Rostkowice, Słomin, Starzyno, Wiązówka, Wilczkowo.
Zonder de status sołectwo : Bielice.

## Aangrenzende gemeenten
Brochów, Czerwińsk nad Wisłą, Iłów, Mała Wieś, Młodzieszyn, Naruszewo